# Bình La
Bình La là một xã thuộc huyện Bình Gia, tỉnh Lạng Sơn, Việt Nam.
Xã Bình La có diện tích 33,59 km², dân số năm 1999 là 1.367 người, mật độ dân số đạt 41 người/km².
Theo thống kê năm 2019, xã Bình La có diện tích 33,59 km², dân số là 1.337 người, mật độ dân số đạt 40 người/km².